# Oliver Drake
Clarence Oliver Drake (Boise, 28 maggio 1903 – Las Vegas, 19 agosto 1991) è stato un regista, sceneggiatore, attore e produttore cinematografico statunitense, specializzato in particolare sul genere western.
Sebbene avesse iniziato la sua carriera cinematografica come attore, è universalmente noto come prolifico sceneggiatore e regista di film western a basso costo. Fu attivo soprattutto negli anni 1930 e negli anni 1940, anche se continuò a lavorare nel mondo del cinema fino al 1974.

## Filmografia parziale
- The Little Buckaroo (1928)
- The Pinto Kid (1928)
- The Drifter (1929)
- Law and Lawless (1932)
- The Texas Tornado (1932)
- Nation Aflame (1937)
- Arizona Legion (1939)
- Shut My Big Mouth (1942)
- The Lone Star Trail (1943)
- Riders of the Dawn (1945)
- Ginger (1946)
- Moon Over Montana (1946)
- Across the Rio Grande (1949)
- Trail of the Yukon (1949)
- Battling Marshal (1950)
- Outlaw Treasure (1955)